# توني غيراغتي
توني غيراغتي (بالإنجليزية: Tony Geraghty)‏ (ولد في 13 يناير 1932) كاتب وصحفي بريطاني إيرلندي. خدم في فوج المظليين وحصل على وسام الخدمة المشتركة للثناء على عمله كضابط اتصال عسكري مع القوات الأمريكية خلال حرب الخليج الثانية. كان صحفيا في بوسطن غلوب وكان مراسل صحيفة صنداي تايمز في السبعينات.
ولد غيراغتي في ليفربول لعائلة كاثوليكية ايرلندية. تلقى تعليمه في مدرسة زاوية لندن.
خلال حظر التجول في فولز في بلفاست في يوليو 1970 وبينما كان في مهمة لصنداي تايمز فقد ألقي القبض على غيراغتي تحت تهديد السلاح من قبل جندي بريطاني واتهم بإعاقة الجيش عن طريق كونه في الشارع ضد أمر عسكري الذي حكم عليه بالسجن التلقائي. في سبتمبر 1970 قضى أحد القضاة بأنه ليس هناك ضده أي قضية وتمت تبرأته.
كتابه الذي صدر في عام 1988 بعنوان الحرب الأيرلندية: الصراع الخفي بين الجيش الجمهوري الايرلندي والمخابرات البريطانية كتب بعد بحث شمل مقابلات مع أفراد المخابرات البريطانية وقوات الأمن والجيش الجمهوري الأيرلندي المؤقت يصف مختلف التكتيكات العسكرية والسياسية على حد سواء التي استخدمتها أطراف الصراع في أيرلندا الشمالية.
اعتبرت مجلة الناشرين الأسبوعية بأنه كتاب يمثل رأي كاتبه فقط لكنها أشادت ب«اهتمامه بالتفاصيل والكتابة المباشرة والفعالة». كتبت مجلة «جورنال ليبراري جورنال» أن «دور الاستخبارات البريطانية في أولستر لم يتم استكشافه عميقا».
في 3 ديسمبر 1998 تم تفتيش منزل غيراغتي وأجرت معه وزارة الدفاع مقابلة معه وفي مايو 1999 اتهم بخرق المادة 5 من قانون الأسرار الرسمية لعام 1989 على أساس أنه نقل من وثائق الجيش المصنفة في الكتاب. أعرب الجيش عن قلقه من أنه قد يكون في حوزته نسخ من الوثائق في ذكر قواعد بيانات أجهزة الكمبيوتر الكايستانية / بوتقة لتتبع سكان أيرلندا الشمالية ونظام التعرف على لوحة رقم فينجيفول غلوتون ونظام تتبع المركبات.
تم إسقاط القضية في نوفمبر 2000.
كتب عدة كتب عن القوة الجوية الخاصة. ماسكو الرصاصة هو عن تاريخ الحراس الشخصيين.

## الكتب
- من يجرأ على الانتصار: قصة الخدمة الجوية الخاصة، 1950-1980، 1980، (إيسبن 085368457X)
- قاتل أو مت: تاريخ جديد للجيش الأجنبي الفرنسي، 1987، (إيسبن 0816017948)
- ماسكو الرصاصة، 1989، (إيسبن 0586206221)
- بعثة القادة البريطانيين في القوات السوفياتية في ألمانيا: الاستغلال غير الموسع لبعثة جاسوس الحرب الباردة الأكثر جرأة في بريطانيا، 1997، (إيسبن 0006386733)
- الحرب الأيرلندية: الصراع الخفي بين الجيش الجمهوري الايرلندي والمخابرات البريطانية، 1998، (إيسبن 0801864569)
- بنادق للتأجير: القصة الداخلية لحياة الجندي المستقل، 2007، (إيسبن 978-0-7499-2873-5)